# BSD Daemon

Maskotka BSD autorstwa phk

BSD Daemon (stgr. δαίμων daimon dosł. „ten, który coś rozdziela” lub „ten, który coś przydziela”, także: nadprzyrodzona potęga, łac. daemon) – maskotka systemów operacyjnych 4.2BSD, 4.3BSD i BSD4.4, od pierwszego wydania przyjęta przez wywodzący się od nich FreeBSD.
Zwykle przedstawiany jako postać przypominająca diabełka w trampkach trzymającego w ręku trójząb (ang. pitchfork), w nawiązaniu do uniksowej funkcji fork(), czasami z aureolą nad głową (OpenBSD) lub w kasku inżyniera (NetBSD). Daemon nie ma oficjalnego imienia, nazwy. Popularnie określany jest jako beastie (przez inspirację amerykańską wymową skrótu B-S-D), czasem Chuck.
Autorem pierwszych wersji graficznych był John Lasseter, pomysłodawcą i właścicielem praw autorskich jest Marshall Kirk McKusick, jeden z twórców BSD z laboratoriów CSRG Uniwersytetu Berkeley. Mianem Daemon book określano drukowane podręczniki systemów BSD (4.3 i 4.4), pełny tytuł The Design and Implementation of the 4.3BSD UNIX Operating System – noszące na okładce właśnie obraz BSD daemona.
Daemon od strony technicznej jest w systemach Unix nazwą programów lub procesów działających niezauważalnie w tle i wykonujących czynności usługowe na rzecz systemu i klientów (np. named – skrót od name daemon, serwer nazw DNS). Stał się przez to synonimem niewidzialnej, pożytecznej siły (vide slogan FreeBSD: The power to serve – Moc do usług) działającej w interesie użytkowników – w przeciwieństwie do zdiabolizowanego przez chrześcijaństwo demona, interpretowanego jako zła siła.
Także ze względu na wybuchające co jakiś czas wokół daemona religijne kontrowersje w środowiskach BSD można dostrzec oficjalny trend odchodzenia od wykorzystywania go jako graficznego identyfikatora tych projektów informatycznych. Od pewnego czasu OpenBSD posługuje się jako logo wizerunkiem pancernej rybki zwanej Blowfish w nawiązaniu do nazwy wydajnego algorytmu kryptograficznego. Od roku 2004 NetBSD używa nowego, oficjalnego logotypu a FreeBSD rok później. Wśród wielu sympatyków systemów spod znaku daemona kroki te spotkały się z nieprzychylnym przyjęciem jako wyznacznik myślenia w kategoriach czysto marketingowych i kapitulacja wobec ignorancji i nieporozumień.
```
                , ,         
               /( )`        
               \ \___   / |        
               /- 
_
  `-/  '        
              (
/\/ \
 \   /\        
              
/ /   |
 `    \       
              
O O
   
)
 /    |       
              
`-^--'
`<     '       
             (_.)  _ )   /        
              `.___/`    /         
                `-----' /          

   <----.
     __ / __   \          

   <----|====
O)))
==
) \) /
====
      

   <----'
    `--' `.__,' \         
                |        |         
                 \       /       /\

            ______
( (_  / \______/
 

          ,'  ,-----'   |          
          `--{__________)          
```

## ASCII-Art
Beastie przedstawione w ASCII-Art podobnie jak na ekranie startowym FreeBSD.